# Zelica thalassina
Zelica thalassina är en fjärilsart som beskrevs av Herrich-Schäffer 1856. Zelica thalassina ingår i släktet Zelica och familjen tandspinnare. Inga underarter finns listade i Catalogue of Life.